# Hendersoniella epixyla
Hendersoniella epixyla är en svampart som beskrevs av Tassi 1900. Hendersoniella epixyla ingår i släktet Hendersoniella, divisionen sporsäcksvampar och riket svampar.   Inga underarter finns listade i Catalogue of Life.